# Cassins roodmus
De Cassins roodmus (Haemorhous cassinii; synoniem: Carpodacus cassinii) is een zangvogel uit de familie Fringillidae (vinkachtigen).

## Verspreiding en leefgebied
Deze soort komt voor in de bergen van zuidwestelijk Canada tot centraal Mexico en zuidelijk Baja California.